# Westward Ho!
Westward Ho! is een plaats in het bestuurlijke gebied Torridge, aan de noordwestkust van het Engelse graafschap Devon. Het dorp werd gesticht rond 1865 en genoemd naar de gelijknamige roman van Charles Kingsley die in 1855 was gepubliceerd. 'Westward Ho!' betekent zoveel als 'Naar het westen!'. Het is de enige plaatsnaam in de Britse eilanden die een uitroepteken bevat.
De rotskust van Westward Ho! is geologisch interessant; zij kreeg vorm tijdens de Hercynische orogenese. In het dorp staat een groot standbeeld van Charles Kingsley. Bij Westward Ho! ligt de oudste golfbaan van Engeland, aangelegd rond 1864: de Royal North Devon Golf Club. 

## Bekende inwoner
Rudyard Kipling ging in Westward Ho! naar een militaire school (1878-1882) en schreef daarover later de verhalenreeks Stalky & Co. (1899)  

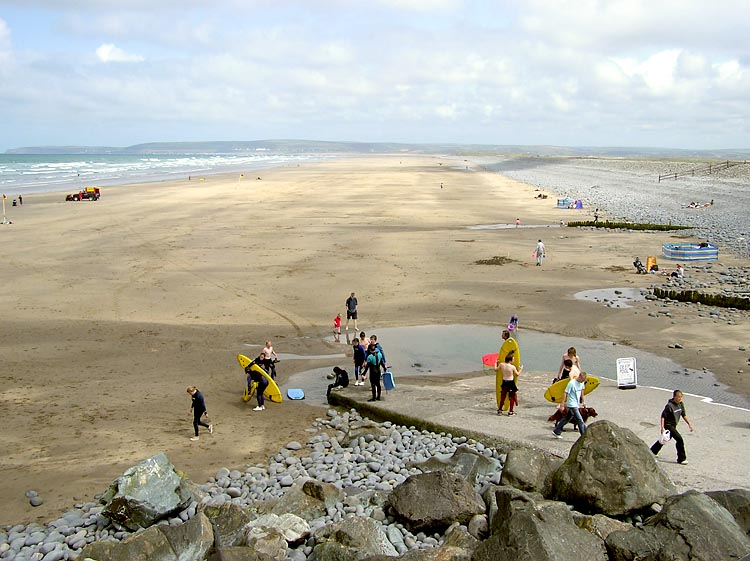
Strand